# Albinegros de Orizaba
Az Albinegros de Orizaba (korábbi nevén Atlético Deportivo Orizabeño, röviden ADO) Mexikó egyik legnagyobb múltú labdarúgócsapata. Otthona a Veracruz államban található Orizaba város. Az Orizaba volt az 1902-ben kezdődő mexikói labdarúgó-bajnokság történetének első bajnokcsapata, igaz, a bajnokság ekkor még csak amatőr volt és mindössze 5 csapatból állt. Jelenleg a harmadosztályú bajnokságban szerepel.

## Története
A csapat létrejötte az Orizaba városában élő brit közösségnek köszönhető, akik 1898-ban (főként krikettezés céljából) atlétikai klubot alapíttotak itt. Három évvel később jött létre a labdarúgócsapat is, és ugyanebben az évben alakult meg az ország labdarúgását összefogó szervezet is, amelynek köszönhetően 1902-ben elindult Mexikó első bajnoki szezonja, a részt vevő öt csapat egyike az Orizaba volt, amelynek minden játékosa skót származású volt. Többek között Byron Kennell és az 5 gólt szerző John Hogg játékának és a szintén skót Duncan Macomish edzősködésének köszönhetően a bajnokságban játszott négy mérkőzésükből 3-at megnyertek, ami mellett még 1 döntetlent értek el, így ők lettek az ország történetének első bajnokcsapata.
A következő évben a negyedik (utolsó előtti) helyen zártak, ezután belső problémák miatt a csapat meg is szűnt. 1907-ben Atlético Deportivo Orizabeño (ADO) néven alakultak újjá, de már csak a veracruzi helyi ligában kezdték meg szereplésüket. Ez a csapat sokáig fennmaradt, és amikor 1943-ban elindult a professzionális bajnokság, annak 10 alapító résztvevőjének egyikévé vált. Hogg ezúttal edzőként vezette az ADO-t, legjobb eredményük egy hetedik hely lett volna 1946-ban, de két pont levonása miatt csak kilencedikek lettek. Az edző egészségi állapotának romlása miatt hamarosan Kennellt nevezték ki, akivel 1948-ban az 5. helyig meneteltek, de 1949-ben a csapat újra megszűnt.
Legközelebb 1967-ben alakultak újjá, de ezúttal csak a harmadosztályban kezdhették meg szereplésüket. 1972-ben meg is nyerték azt és feljutottak a másodosztályba, de sok viszontagság után 2002-ben ismét megszűntek. A Bachilleres de Guadalajara azonban éppen ekkor költözött át Orizabába, így az ő klubjukból már újjá is született az eltűnt csapat. 2008-ban új befektető, Fidel Kuri érkezett Orizabába, akinek köszönhetően a Tiburones Rojos de Coatzacoalcos költözött át a városba, és belőlük jött létre a legújabb Albinegros.

## Bajnoki eredményei
A csapat első osztályú szereplése során az alábbi eredményeket érte el:
| Év        | Helyezés |
| --------- | -------- |
| 1943–1944 | 9. hely  |
| 1944–1945 | 12. hely |
| 1945–1946 | 9. hely  |
| 1946–1947 | 12. hely |
| 1947–1948 | 5. hely  |
| 1948–1949 | 6. hely  |